# アラウンド・ザ・ワールド (1956年の楽曲)
『アラウンド・ザ・ワールド』原題：Around the World）は、1956年の映画『八十日間世界一周 』 のテーマ歌で、ハロルド・アダムソンとヴィクター・ヤングによって作曲された。ヤングは、映画の公開から数週間後に亡くなったため、アカデミー賞 劇・喜劇映画作曲賞は没後の受賞となった。ヤングのオーケストラ版は、1957年にビルボードチャートの13位を獲得した。ビング・クロスビーによるレコーディングは、1957年にオーストラリアで開催されたフェスティバルSP45-1274でのヴィクター・ヤング版のB面であり、共同チャートで成功を収めた。

## 収録した主なアーティスト
- ビング・クロスビー
- ハリー・ジェイムス
- ナット・キング・コール
- フランク・シナトラ
- レイ・コニフ
- ビリー・ヴォーン
- ベット・ミドラー